# Willem Breedveld
Willem Breedveld (Nieuw-Lekkerland, 22 maart 1945 – Oudewater, 11 oktober 2010) was een Nederlands journalist en columnist.
Breedveld was sinds 1968 als parlementair journalist verbonden aan Trouw. Hij onderbrak die functie tussen 1973 en 1977 om ambtenaar te worden op het ministerie van Algemene Zaken als politiek adviseur van Joop den Uyl en later Dries van Agt. Bij Trouw had hij ook een vaste column. In 1988 werd aan hem de Anne Vondelingprijs uitgereikt. In 2008 werd Breedveld onderscheiden als Officier in de Orde van Oranje-Nassau. Hij was ook redacteur van het televisieprogramma Het Capitool en nam veelvuldig deel aan discussies op Radio 1. Hij ging in februari 2010 met pensioen en kreeg bij zijn afscheid een toespraak van de voorzitter van de Tweede Kamer Gerdi Verbeet. Breedveld was ook als docent mediacommunicatie verbonden aan de Universiteit Leiden. Hij overleed op 65-jarige leeftijd na een kort ziekbed. De Tweede Kamer herdacht hem met een minuut stilte. Hij was Officier in de Orde van Oranje-Nassau
Breedveld trouwde in 1970 met rechter mr. Adrienne Johanna Margaretha van Beeck Calkoen (1948), telg uit het geslacht Calkoen. Zij zijn de ouders van NOS-journalist Michiel Breedveld.
- Biografisch Portaal: 80020080
- Digitale Bibliotheek voor de Nederlandse Letteren: bree016
- Gemeinsame Normdatei: 171988981
- International Standard Name Identifier: 0000 0003 5716 6215
- Nederlandse Thesaurus van Auteursnamen: 074982567
- Parlement.com: viru3nj7d9zg
- Virtual International Authority File: 195238836
- WorldCat: E39PBJxmCtbwBRtp4ygthBJv73